# Leonardo Express

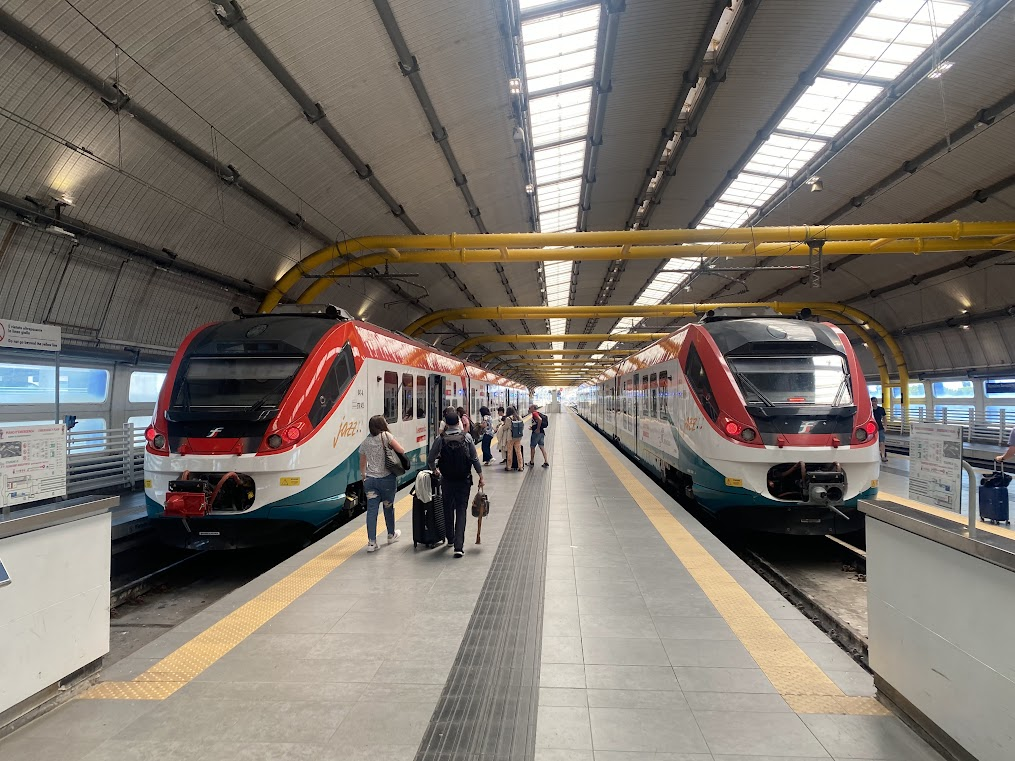
Trenes Leonardo Express en la estación del aeropuerto de Fiumicino

El Leonardo Express es un servicio de ferrocarriles que une la Estación de Roma Termini con el Aeropuerto de Roma-Fiumicino, sin paradas intermedias. El viaje tarda 32 minutos.
Hay una salida cada 15 minutos:
- desde el aeropuerto hasta la capital de Italia, de las 5:38 a las 00:23;
- desde Roma hasta Fiumicino, de las 4:50 a las 23:35 da Roma Termini;

El servicio funciona a pesar de huelgas.
Cada tren tiene 5 coches sólo de primera clase, con aire acondicionado. El precio del billete es de 14,00 € para los adultos. Los chicos de hasta doce años viajan gratis.
Todos los trenes salen y llegan de los andenes 24 o 25 de Roma Termini; por ahí hay un servicio de consigna de maletas.
Todos los trenes salen y llegan del andén 2 de Fiumicino Estación